# Escola Estadual João Kopke
A atual Escola Estadual João Kopke localizada na Alameda Cleveland, 331, em Campos Elíseos, na cidade de São Paulo, no Brasil, sucessora do antigo Grupo Escolar da Alameda Triunfo, fundado em 1900, foi batizada em 1926 com o nome de Grupo Escolar João Kopke, em homenagem póstuma do governo do Estado de São Paulo ao educador João Köpke, logo após o seu falecimento, época em que o grupo escolar era dirigido pelo professor e educador Luiz Galhanone.
A instituição foi uma das ocupadas por estudantes durante a mobilização estudantil em São Paulo em 2015, que protestavam contra a reorganização no ensino, proposta por Geraldo Alckmin. Em 2016, voltou a ser ocupada, desta vez por protestantes contra a reforma do Ensino Médio, proposta pelo Governo Michel Temer e contra a PEC 55, já promulgada. Além disso, a Unidade está localizada próxima à região conhecida como Cracolândia e também a aproximadamente 200 metros de distância da Estação Júlio Prestes da Linha 8 do Trem Metropolitano de São Paulo.

Atualmente, a Escola João Kopke oferece o Ensino fundamental, do sexto ao nono ano, e médio.